# Jack Fine

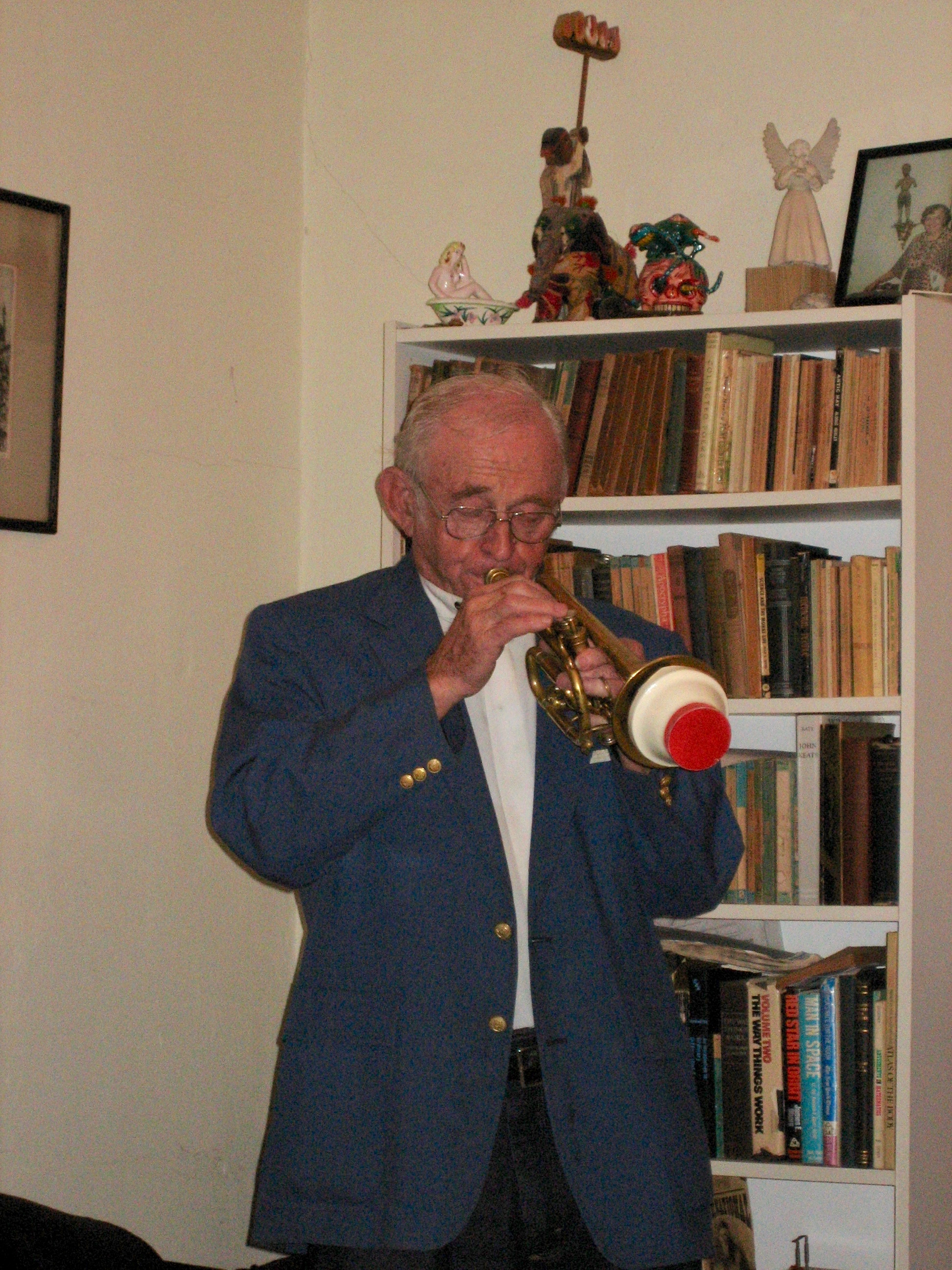
Jack Fine (2005)

Jack Fine (* 26. September 1928 in Brooklyn; † 16. Juli 2021 in New Orleans) war ein US-amerikanischer Jazzmusiker (Trompete, Kornett, auch Gesang). Er galt als „Elder Statesman“ in den Jazzclubs der Frenchmen Street von New Orleans.

## Leben und Wirken
Fine wuchs in Brooklyn auf und trat mit 17 Jahren in die US Air Force ein. Dort spielte er in der  Band der Bolling Air Force Base, diente im Camp Leroy Johnson und als Militärpolizist in Britisch-Guyana. Anschließend verbrachte er einige Zeit in Singapur, bevor er nach New York zurückkehrte; dort spielte er während der Blütezeit der „Swing Street“ in den Jazzclubs der 52nd Street und freundete sich mit Danny Barker an. Erste Aufnahmen entstanden um 1948 als Vokalist mit Tiny Bradshaw („Six Shooter Junction“, „Bride and Groom Boogie“). In den 1950er-Jahren arbeitete er in Milt Gablers Commodore Music Shop, einem damaligen Knotenpunkt der New Yorker Jazzszene; außerdem war er Stammgast bei den montäglichen Jamsessions in Jimmy Ryan’s Club in der 52nd Street.
Ende der 1960er-Jahre wirkte Fine bei Aufnahmen von Albert Burbank (Burgundy Street Blues) mit, in den folgenden Jahren auch mit Chuck Slate and His Traditional Jazz Band, außerdem mit Herman Autrey und Bobby Gordon in der Formation Finger Poppin’.
Fine kam in den 1990er-Jahren nach New Orleans; tagsüber trat er in der Old Point Bar am Algiers Point auf und nachts in der Frenchmen Street. 1998 gründete er seine New Orleans Jazz Vipers; zudem arbeitete er unter anderem mit dem Smoking Time Jazz Club und der New Orleans Swamp Donkeys Traditional Jass Band; des Weiteren wirkte er bei Aufhahmen von David Roe & the Royal Rounders und Andrew Bird mit. Im Bereich des Jazz war er laut Tom Lord zwischen 1946 und 19 an sieben Aufnahmesessions beteiligt.
2017 zog Fine in eine unabhängige Wohngemeinschaft im West Bank Viertel im Jefferson Parish, bis er sie bis wegen gesundheitlicher Probleme verlassen musste.

## Diskographische Hinweise

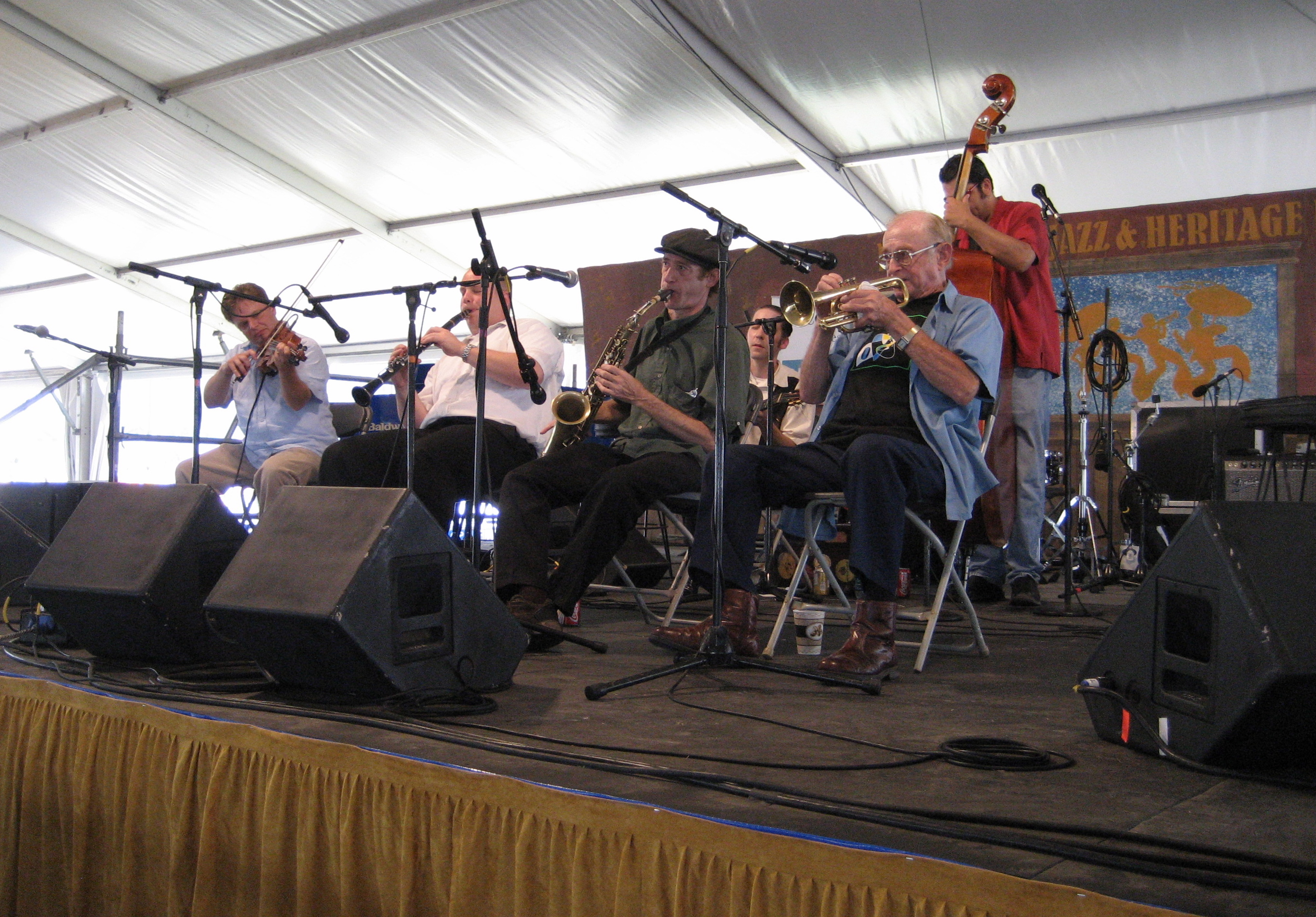
Jack Fine (rechts) mit den New Orleans Jazz Vipers beim New Orleans Jazz & Heritage Festival 2007

- New Orleans Shufflers (1955), mit Bob Thomas, Tony Parenti, Hank Ross, Danny Barker, Arny Hyman, Arthur Trappier
- Finger Poppin’: Finger Poppin', Vol. 1 (1972)